# Étienne Ung’eyowun Bediwegi
Étienne Ung’eyowun Bediwegi (Nyalebbe, 6 april 1959) is een Congolees rooms-katholiek geestelijke en bisschop.
Hij werd in 1988 tot priester gewijd in het bisdom Mahagi-Nioka. Hij werd in 2008 benoemd tot bisschop van Bondo als opvolger van Philippe Nkiere Keana, C.I.C.M., die zelf in 2005 was benoemd tot bisschop van Inongo.